# Mikko Ilonen
Mikko Ilonen (né le 18 décembre 1979) est un golfeur professionnel finlandais qui joue sur le Tour Européen.

## Carrière
Ilonen est né à Lahti, en Finlande. Il remporte en 2000 le Championnat Amateur de Grande-Bretagne, puis passe professionnel en 2001. Il joue principalement sur le Tour Européen, où il a remporté cinq épreuves.
Il remporte son premier tournoi professionnel en février 2007 lors de l'open d'Indonésie, un événement co-sanctionné par l'European Tour et l'Asian Tour. Il est le premier Finlandais à remporter un tournoi du Tour Européen et à figurer dans le top 100 du Classement Mondial de Golf. Il remporte en août de la même année sa deuxième victoire lors du Scandinavian Masters et terminer la saison à la 34e place de l'ordre du mérite européen.
En juin 2013, Ilonen gagne de nouveau le Nordea Masters, nouveau nom du Scandinavian Masters, sa troisième victoire sur le tour européen.
En juin 2014, Il triomphe à l'Open d'Irlande disputé à Cork, sur l'île de Fota. Ilonen a mené le tournoi du début à la fin et finit avec un coup d'avance sur l'italien Edoardo Molinari. Il signe ensuite une septième place lors du Championnat de la PGA, avant de gagner le Volvo World Match Play Championship en battant Henrik Stenson 3&1.

## Victoires amateur (2)
- 1999 Open d'Irlande de l'ouest Amateur
- 2000 Championnat de golf amateur de Grande-Bretagne messieurs

## Victoires professionnel (5)

### Victoire sur le Tour Européenne PGA (5)
| Ordre | Date            | Tournoi                             | Score                 | Avance sur le deuxième |
| ----- | --------------- | ----------------------------------- | --------------------- | ---------------------- |
| 1     | 18 février 2007 | Open d'Indonésie1                   | −9 (66-68-71-70=275)  | 1 coup                 |
| 2     | 19 aout 2007    | Scandinavian Masters (1)            | −6 (67-72-67-68=274)  | 2 coups                |
| 3     | 2 juin 2013     | Nordea Masters (2)                  | −21 (70-63-65-69-267) | 3 coups                |
| 4     | 22 juin 2014    | Irish Open                          | −13 (64-68-69-70-271) | 1 coup                 |
| 5     | 19 octobre 2014 | Volvo World Match Play Championship | 3 & 1                 | 3 & 1                  |

1Co-sanctionné par l'Asian Tour
Résultat en Play-of du Tour Européen (0-1)
| Ordre | Année | Tournoi                       | Adversaire    | Résultat                                   |
| ----- | ----- | ----------------------------- | ------------- | ------------------------------------------ |
| 1     | 2014  | Commercial Bank Qatar Masters | Sergio García | Perdu avec un birdie sur le troisième trou |

### Victoire sur l'Asian Tour (1)
| Ordre | Date            | Tournoi                                                     | Score                | Avance sur le deuxième |
| ----- | --------------- | ----------------------------------------------------------- | -------------------- | ---------------------- |
| 1     | 18 février 2007 | Open d'indonésie (golf) (co-sanctionné par l'European Tour) | -9 (66-68-71-70=275) | 1 coup                 |

## Résultats en majeurs
| Tournoi               | 2000 | 2001 | 2002 | 2003 | 2004 | 2005 | 2006 | 2007 | 2008 | 2009 |
| --------------------- | ---- | ---- | ---- | ---- | ---- | ---- | ---- | ---- | ---- | ---- |
| Masters               | DNP  | CUT  | DNP  | DNP  | DNP  | DNP  | DNP  | DNP  | DNP  | DNP  |
| US Open               | DNP  | DNP  | DNP  | DNP  | DNP  | DNP  | DNP  | DNP  | DNP  | DNP  |
| Open Britannique      | CUT  | T9   | T50  | DNP  | DNP  | DNP  | T16  | DNP  | DNP  | DNP  |
| Championnat de la PGA | DNP  | DNP  | DNP  | DNP  | DNP  | DNP  | DNP  | DNP  | DNP  | DNP  |

| Tournoi               | 2010 | 2011 | 2012 | 2013 | 2014 | 2015 |
| --------------------- | ---- | ---- | ---- | ---- | ---- | ---- |
| Masters               | DNP  | DNP  | DNP  | DNP  | DNP  | CUT  |
| US Open               | CUT  | DNP  | CUT  | DNP  | DNP  | DNP  |
| Open Britannique      | DNP  | DNP  | DNP  | DNP  | T79  | CUT  |
| Championnat de la PGA | DNP  | DNP  | DNP  | CUT  | T7   | T54  |

DNP = non joué
CUT = cut raté
"T" = égalité
Fond jaune pour le top-10.

## Palmarès par équipe
Amateur
- Eisenhower Trophy (représentant de la Finlande): 1998, 2000
- Bonallack Trophée (représentant de l'Europe): 2000 (vainqueur)
- St Andrews Trophée (représentant de l'Europe Continentale): 2000

Professionnel
- Seve Trophy (représentant de l'Europe Continentale): 2007, 2013 (vainqueur)
- Coupe du monde (représentant de la Finlande): 2007